# レオ14世 (ローマ教皇)
レオ14世（ラテン語: Leo XIV, 英語: Leo XIV, イタリア語: Leone XIV, 1955年9月14日 - ）は、第267代ローマ教皇（在位: 2025年5月8日 - ）。出生名、ロバート・フランシス・プレヴォスト（英: Robert Francis Prevost）。2025年ローマ教皇選挙（コンクラーベ）において、4回目の投票で教皇に選出され、同年5月8日よりカトリック教会の首長およびバチカン市国の元首を務めている。アメリカ合衆国出身だが、2015年にペルーの国籍も取得しており、アメリカ合衆国・北米出身者そしてペルー市民としては初めての教皇である。英語を母語とする教皇はイングランド出身のハドリアヌス4世以来2人目である。聖アウグスチノ修道会（アウグスチノ会）出身としても初めての教皇となった。

## 教皇就任までの略歴
父親のルイス・マリウス・プレヴォストは第二次世界大戦の際に米国海軍の中尉（lieutenant junior grade）としてノルマンディー上陸作戦やドラグーン作戦などで務めを果たした後、退役して教育者となった。母ミルドレッド・マルティネスは図書館司書。母方の叔母には2人の修道女がいる。父方の祖先からはフランス系とイタリア系の血を引き、母方の祖先からはスペイン系とハイチまたはドミニカ共和国生まれのムラートやルイジアナ生れのクレオールの血を引いている。

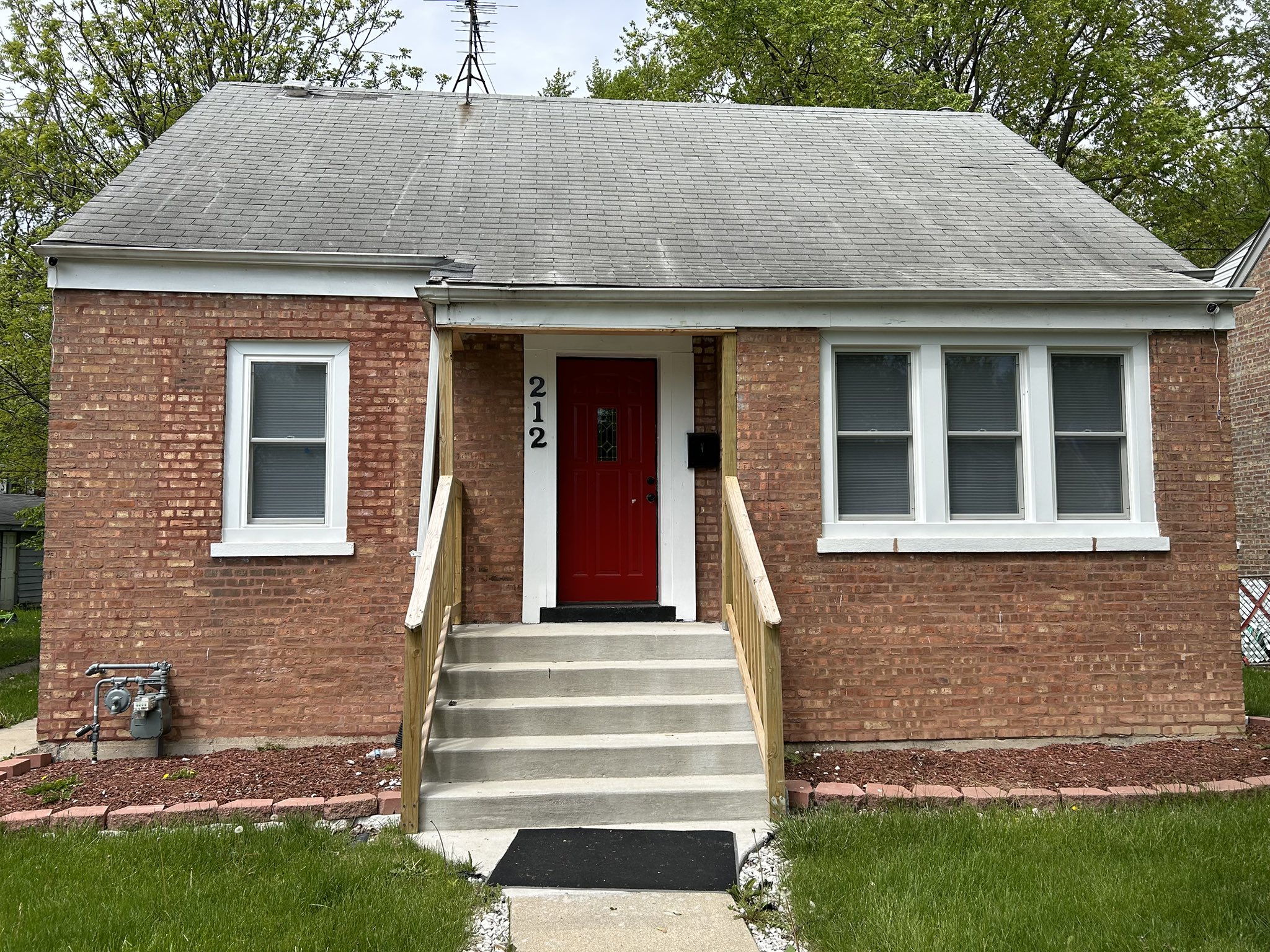
レオ14世が幼少期に住んでいたイリノイ州ドルトンの家

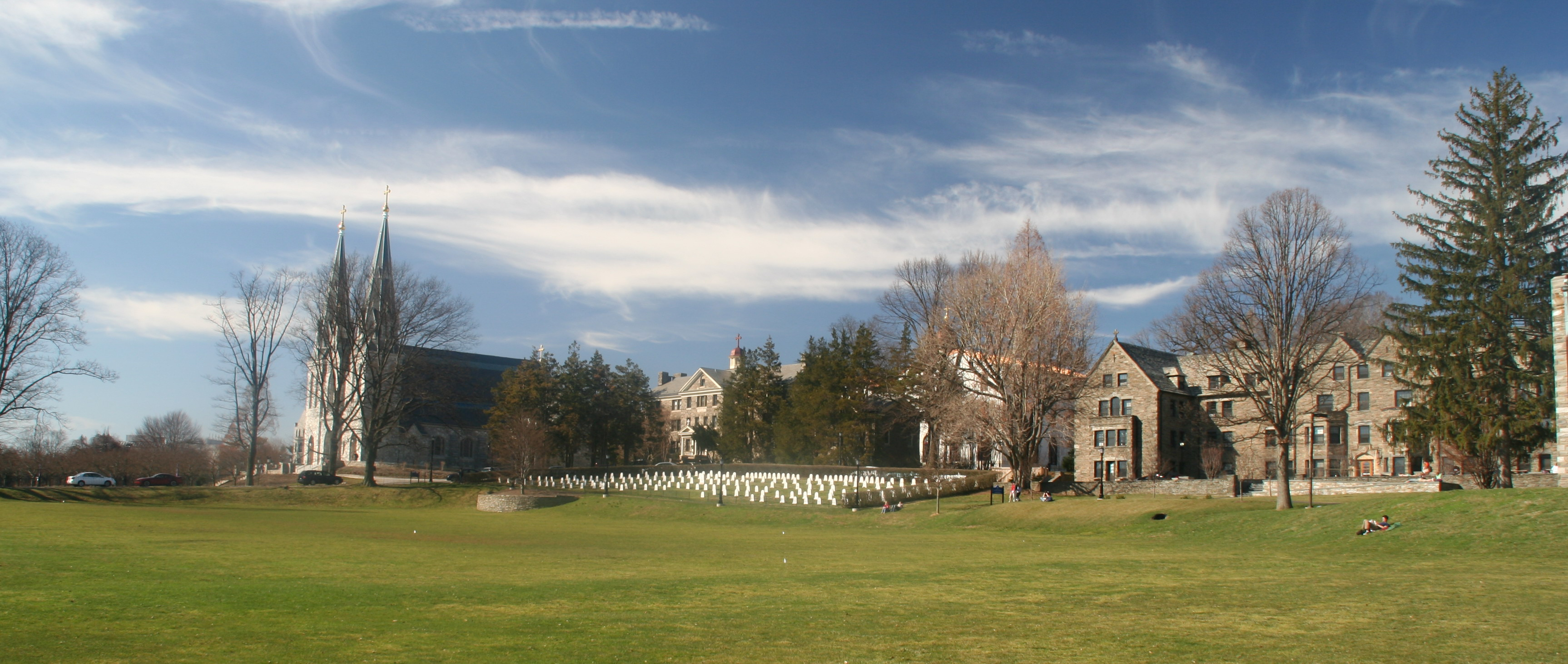
レオ14世が学んだヴィラノヴァ大学

アメリカ合衆国イリノイ州シカゴ市で誕生し、郊外のドルトンで育ち、シカゴ市内のリバーデイルにあった聖マリア被昇天教会に通っていた。幼少期および青年期を家族と共に過ごし、聖アウグスチノ修道会の小神学校（高校に相当）で学んだ。その後、ペンシルベニア州にあるカトリック系のヴィラノヴァ大学に進学し、1977年に数学の学位を取得するとともに哲学も学んだ。1977年に22歳で聖アウグスチノ修道会・善き勧めの聖母管区の修練院に入り、1978年に初誓願を立て、1981年に荘厳誓願（終生誓願）を立てた。その後、シカゴのカトリック神学連合にて神学を学んだ。シカゴのカトリック系高校で数学と物理を教えた。27歳のとき、上長の命によりローマに派遣され、教皇庁立聖トマス・アクィナス大学（通称アンジェリクム）にて教会法を専攻した。1982年6月19日、ローマの聖アウグスチノ会の聖モニカ神学院にて、当時「非キリスト教徒のための秘書局」（のちの「諸宗教対話評議会」、現在の諸宗教対話省）の臨時議長であったジャン・ジャド大司教により司祭に叙階された。
1984年に教会法の学士号（Licentiate）を取得し、博士論文の準備を進めながら、1985年から1986年にかけて南米ペルー・ピウラ県チュルカナスのアウグスチノ修道会宣教地に派遣された。
1987年には、「聖アウグスチノ修道会における修道院長の役割」と題した博士論文を提出し、論文の口頭試問も終えた。同年イリノイ州オリンピア・フィールズに所在する「善き勧めの聖母」管区の召命司(vocation director)および宣教司(mission director)に任命された。1988年から1998年にも南米のペルーに派遣された。ペルーでは2度の派遣で小教区司祭、教区聖務職員、神学校の教員および教区管理者として奉職した。1999年からシカゴで奉職し、2001年から2013年までは聖アウグスチノ修道会の総長を務めた。2014年11月3日、教皇フランシスコにより、ペルーのチクラーヨ教区の教区使徒座管理者に任命される。12月12日、教区司教座聖堂にて司教叙階。スファル教区名義司教となる。2015年9月26日からチクラーヨ教区の司教を務める。2019年に教皇庁聖職者省委員に、2020年には司教省委員に任命された。
2023年に第266代教皇フランシスコにより大司教および教皇庁司教省長官に任命されると同時に教皇庁ラテンアメリカ委員会の委員長にも就任し、同年9月30日には枢機卿会議で枢機卿に叙任された。
司教省は、世界中のローマ・カトリック教会の司教の選任や管理を担当する大変影響力が強い組織で、司教選出に際して助言する委員会に初の女性委員3人を任命するというフランシスコの最大の改革を長官として取り仕切った。
2025年2月、枢機卿団の位階において教皇に次ぐ最高位である司教枢機卿に任命された。
同年4月21日に教皇フランシスコが帰天（崩御）したことに伴うコンクラーベが始まる時点では有力候補とは言えない存在であったが、5月8日に4回目の投票で選出され、第267代ローマ教皇に就任した。

## 教皇就任後
教皇名について
レオの教皇名を名乗る教皇は、第二次産業革命の時代に教皇位にあったレオ13世以来122年ぶりである。彼は自身の教皇名について、労働者の権利を擁護したレオ13世に敬意を表したものであると説明した。 
紋章

レオ14世の紋章。

レオ14世の紋章も定められ、5月8日から使用されている。レオ14世の紋章のデザインは、フィールドが斜めに分割され、斜め上には青地に白銀の聖母マリアを表すフルール・ド・リスが配され、斜め下の部分には白地にアウグスティノ修道会の象徴である「赤の矢に射抜かれた心臓と閉じられた本」が配されている。モットーの"In Illo uno unum"は「唯一のお方の中に、我らは一つ」は聖アウグスティヌスの言葉（詩編注解、127）から引用されている。
枢機卿団への公式演説
2025年5月10日に行われた教皇選出後初の枢機卿団への公式演説の中で、「レオ13世教皇は、第一次大産業革命という文脈の中で社会問題に言及されました。今日、教会は、新たな産業革命と人工知能（AI）の発展に対応し、社会教義という宝をすべての人に提供しています。」と語った。また、枢機卿団との会談の中で、前任の教皇フランシスコの道を踏襲するつもりだと語ったと報じられた。この日、サンタ・マリア・マッジョーレ大聖堂のフランシスコの墓前で祈りをささげ、教皇とは「神と兄弟姉妹の謙虚なしもべであり、それ以上のものではない」とも語った。

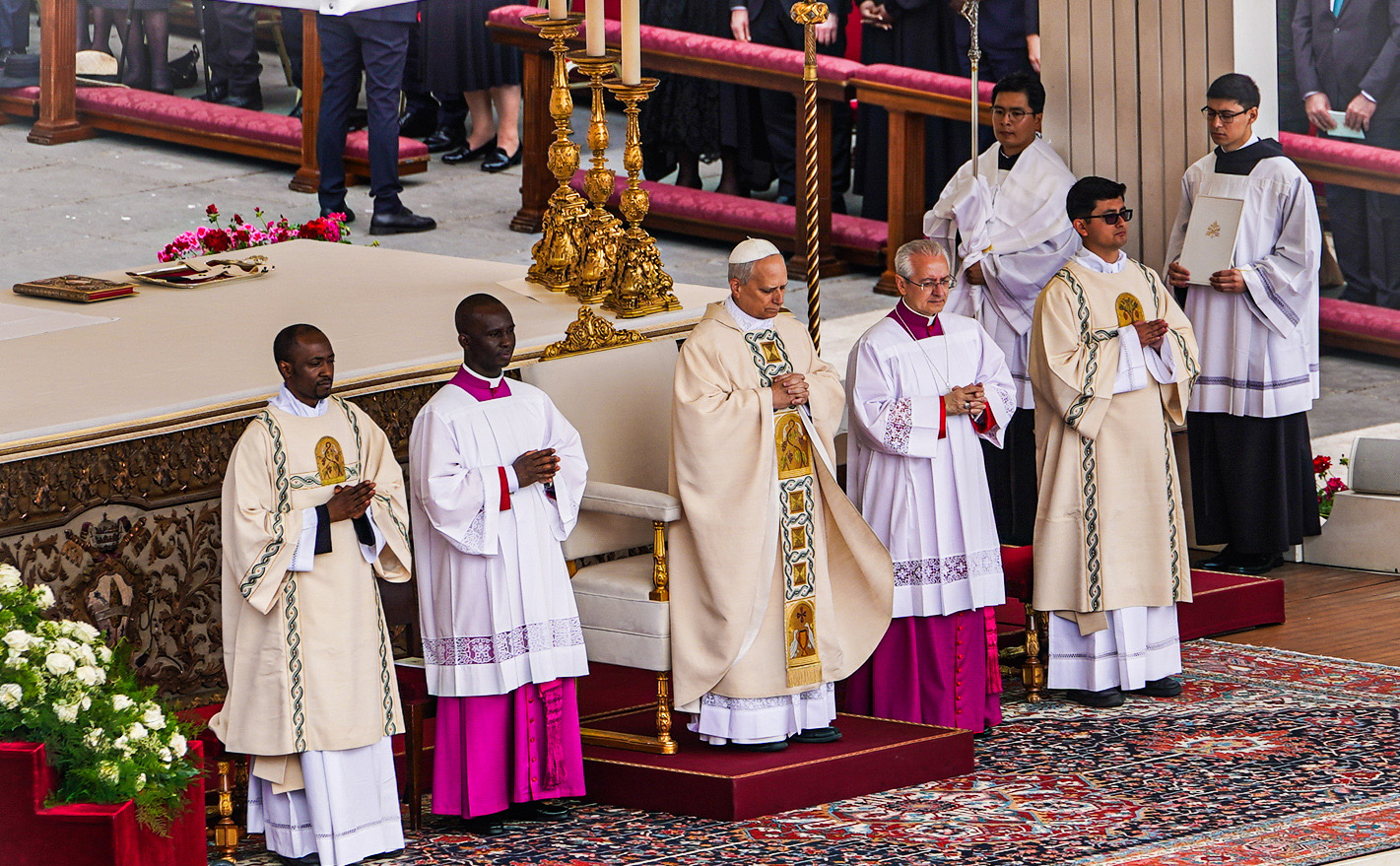
就任ミサ

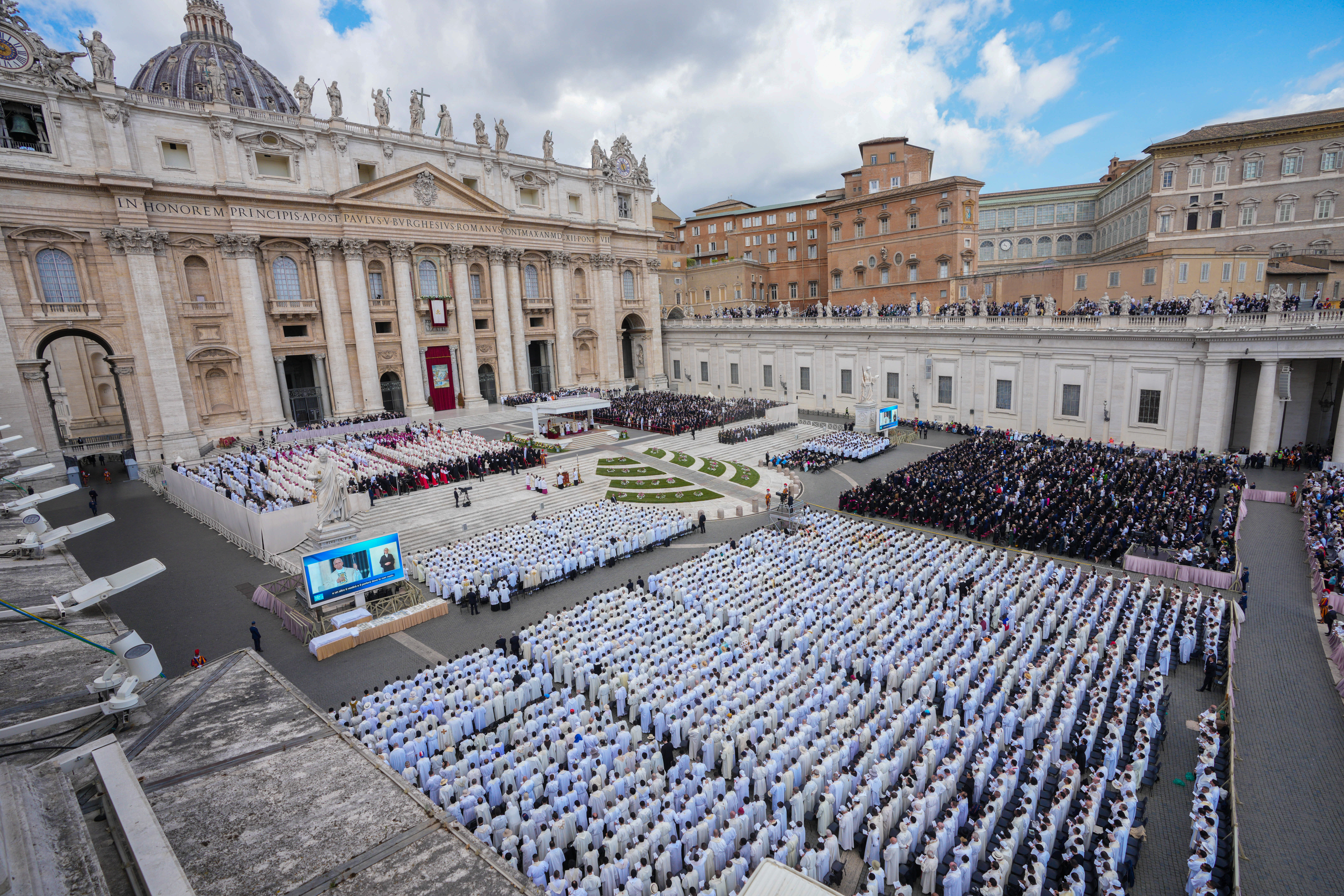
就任ミサ

2025年5月18日、バチカンのサンピエトロ広場で厳戒態勢の中就任ミサが行われ、アメリカ合衆国からはJ. D. バンス副大統領とマルコ・ルビオ国務長官、ウクライナからはウォロディミル・ゼレンスキー大統領、イスラエルのイツハク・ヘルツォグ大統領、日本からは麻生太郎元首相など約150の国と地域から外交団が参列したほか信者約5万人が同広場に集まった。バチカンは欧州で唯一台湾（中華民国）と外交関係を持つため、陳建仁元副総統も参列した。儀式の中で教皇の権威の象徴である「漁師の指輪」と、白い羊毛のパリウムがレオ14世に託され、ミサでは「世界の連帯や友愛の小さなパン種となりたい」と述べ、ウクライナ、パレスチナのガザ、ミャンマーで苦しむ人々を個別に引き合いに出して心を寄せながら世界の平和実現を呼びかけ、カトリック教会が和解の象徴となるように尽力することを誓った。
実際の式典が始まる前には、初めて公に教皇特別車に乗って着座を祝うために訪れた人々の間をパレードした。使用したのは、バチカン市国が所有する初めての電気自動車（EV）で、2024年12月に寄贈されたばかりのメルセデス・ベンツ・GクラスのG580で、着脱式の透明な前面と上面だけのハードトップは外してオープンカー形式で用いた。
就任式後には、同年2月28日のホワイトハウスでの首脳会談の際に激しい口論を繰り広げたバンス副大統領とゼレンスキー大統領が会談し、関係修復が図られた。
就任ミサに先立って、レオ14世はロシアとウクライナ間の停戦に向けての直接協議の場としてバチカンを提供する意向を示しており、ゼレンスキー大統領とも式後に個別に会談したほか、ドイツのフリードリヒ・メルツ首相もルビオ国務長官と今後予定されているドナルド・トランプ大統領とウラジーミル・プーチン大統領の電話会談について話し合うなど、式典だけに留まらず、バチカンは和平に向けた外交の場となった。
居所
サン・マルタ館に居所を構えた前任のフランシスコと違い、伝統に立ち戻りバチカン宮殿にある教皇専用の住居に居所を構えると複数のメディアで報じられた。

## 見解
ペルー在勤のときにベネズエラからの難民を支援しており、第二次トランプ政権の移民政策を憂慮している。
ペルー時代に、行きすぎた男女平等主義（ジェンダーイデオロギー）を批判しており、同性愛についても2012年に批判している。また、司教省長官時代に、司教選出に際して助言する委員会に初の女性委員3人を任命するというフランシスコの改革を支えたものの、カトリックにおいて女性（修道女）が司祭に叙任できないという現行制度を変更する動きには、（問題の本質ではないと）反対意見を持つ。
2024年10月、バチカンニュースのインタビューにおいて「司教は、自分の王国に君臨する小さな王子のようにふるまうのではなく、謙虚に、仕える人々に寄り添い、共に歩み、共に苦しむようにと、本来は召されているのです」と述べた。

## 来日歴
2008年、聖アウグスチノ修道会の総長の時、ペトロ岐部と187殉教者の列福式（長崎県長崎市）に出席するため来日した。

## 人物・逸話
英語、スペイン語、イタリア語、フランス語、ポルトガル語を話し、ドイツ語を少し話し、ラテン語を読むことができる。また、ペルー滞在中、ケチュア語に関することを少し学んだ。
趣味は、テニス、読書、遠距離ウォーク、旅行。
出身地のシカゴのメディアがレオ14世の兄へ取材して得た話によると「彼は常にホワイトソックスのファンだった」。ホワイトソックスが進出した2005年のワールドシリーズ第一戦も現地観戦した。